# Hans Egede Schack
Hans Egede Schack (2. februar 1820 i Sengeløse – 20. juli 1859 i Frankfurt am Main, Tyskland) var dansk politiker, embedsmand og forfatter. Hans fader, Nicolai Clausen Schack, var præst i Sengeløse på Sjælland. Han var yngste dreng i en talrig søskendeflok, og faderen tog sig selv af hans første opdragelse og undervisning. Han blev sendt på Borgerdydskolen på Christianshavn, og faderen blev også senere forflyttet til den nærliggende Vor Frelsers Kirke. Han blev student i 1836, påbegyndte derefter sit jurastudium og blev cand. jur. i 1844, efterfulgt af et studieophold i Uppsala.
Han deltog frivilligt i krigen 1848 og blev underofficer. Samme år blev han valgt som medlem af Den grundlovgivende rigsforsamling. Fra 1850 til 1853 var han folketingsmedlem valgt i henholdsvis Præstø 2. kreds og Thisted 2. kreds. Efter ministerskiftet 3. december 1854 kom han til at stå i et nært forhold til det ny ministerium – til Hall og til Andræ, sidstnævnte var hans svoger – og sluttede sig til dets politik. Efter Schacks udtrædelse af det politiske liv giftede han sig i 1854 med Fanny Vendela Armida Hebbe (født 1833), datter af den svenske forfatterinde Wendela Hebbe. Det var herefter hans litterære talent og interesser, der kom til udtryk. Ved juletid 1857 udkom romanen Phantasterne, Fortælling af E. S..
I 1856 blev Hans Egede Schack sekretær hos konseilspræsidenten, og i 1858 modtog han titel af Justitsraad. Han fik på finansloven i 1858 400 rigsdaler til en studierejse (Sverige og Tyskland). Under denne rejse døde han 20. juli 1859 ved badestedet Schlangenbad ved Frankfurt. Lægerne kunne ikke angive anden årsag til den ikke engang 40-årige mands død end alderdom, udslidthed. Hans enke ægtede 2. november 1861 direktør for udenrigsministeriet Peter Vedel.
Han var bl.a. bror til kvindesagsforkæmperne Marie Rovsing og Hansine Pauline Andræ.

## Værker
- Om Valgreform-Selskabets virksomhed og angrebene på samme, 1848
- Phantasterne (roman), 1857, "en af de originaleste bøger, vor litteratur ejer", digital faksimile Arkiveret 11. marts 2007 hos  Wayback Machine
- Sandhed med Modification, (ukomplet men meget fyldigt romanmanuskript som Schack efterlod ved sin død. Første gang trykt i 1954, siden optrykt på Hans Reitzels forlag i 1968).